# George Wells Beadle
George Wells Beadle (22. října 1903, Wahoo, Nebraska, USA – 9. června 1989, Pomona, Kalifornie) byl americký genetik, společně s Edwardem L. Tatumem a Joshuou Lederbergem nositel Nobelovy ceny za fyziologii a lékařství za rok 1958. Spolu s Tatumem cenu získali za objev toho, že geny regulují určité chemické procesy v buňkách. Jejich experimenty vedly k hypotéze o přímém vztahu mezi geny a enzymatickými reakcemi, zvané „jeden gen – jeden enzym“, která přispěla k rozvoji molekulární genetiky. Využití genetiky ke studiu biochemie mikroorganismů otevřelo novou oblast výzkumu. Jejich metody způsobily revoluci ve výrobě penicilinu a umožnily nahlédnout do mnoha biochemických procesů.
Beadle studoval na Nebraské univerzitě, doktorát získal roku 1931 na Cornellově univerzitě. V letech 1931 až 1936 působil na Kalifornském technologickém institutu (Caltech), roku 1936 přešel na Harvard a následujícího roku na Stanford. Po devíti letech se vrátil na Caltech, kde vedl katedru biologie. Roku 1961 se stal rektorem Chicagské univerzity.
V roce 1946 byl George Beadle přijat do American Academy of Arts and Sciences, v tomtéž roce také byl prezidentem Genetics Society of America.

## Mládí a studia
George Wells Beadle se narodil ve Wahoo v Nebrasce. Rodiče vlastnili a provozovali v okolí farmu o rozloze 40 akrů (160 000 m2). Studoval na střední škole ve Wahoo a na doporučení svého učitele se nestal farmářem, ale šel studovat na univerzitu v Lincolnu v Nebrasce. V roce 1926 získal bakalářský titul a následně pracoval rok u profesora F. D. Keima, který se zabýval hybridní pšenicí. V roce 1927 obdržel titul Master of Science a profesor Keim mu zajistil místo asistenta na Cornellově univerzitě, kde v roce 1931 získal za výzkum kukuřice titul Ph.D..

## Profesní život
V roce 1931 odešel na stipendium na Kalifornský technologický institut v Pasadeně, kde působil do roku 1936. V tomto období pokračoval v práci na indické kukuřici a začal pracovat s ovocnou muškou Drosophila melanogaster. V roce 1935 odjel na šest měsíců do Paříže, kde se na Institut de Biologie physico-chimique zabýval studiem vývoje očního pigmentu u octomilky. Tento výzkum ukázal, že něco tak zdánlivě jednoduchého, jako je barva očí, je výsledkem dlouhé řady chemických reakcí, které jsou nějak ovlivněny geny.
V roce 1936 Beadle opustil Kalifornský technologický institut a stal se docentem genetiky na Harvardově univerzitě. O rok později byl jmenován profesorem genetiky na Stanfordově univerzitě, kde zůstal devět let a po většinu tohoto období spolupracoval s Tatumem. Zjistili, že okolní prostředí chlebové plísně Neurospora lze měnit takovým způsobem, že se dají poměrně snadno lokalizovat a identifikovat genetické změny neboli mutace. Vystavili plíseň rentgenovému záření a studovali změněné nutriční požadavky takto vzniklých zmutovaných organismů. Jejich experimenty vedly k důležitému zobecnění, že každý gen určuje strukturu specifického enzymu, který následně umožňuje průběh jedné chemické reakce. Za uvedený objev získali Beadle a Tatum v roce 1958 Nobelovu cenu za fyziologii a lékařství. Jejich hypotéza „jeden gen – jeden enzym“ zůstala s určitými výhradami a upřesněními v podstatě platná až do současnosti.
V roce 1946 se Beadle vrátil na Kalifornský technologický institut jako profesor biologie a vedoucí biologického oddělení. Setrval zde až do ledna 1961, kdy byl zvolen rektorem Chicagské univerzity. Po odchodu z univerzity vedl Institut pro biomedicínský výzkum Americké lékařské asociace (1968-70).
Kromě Nobelovy ceny získal mnoho dalších ocenění, včetně členství v Národní akademii věd USA, Laskerovy ceny a čestných doktorátů z amerických i evropských univerzit.

## Osobní život
Beadle byl dvakrát ženatý. S první ženou měl syna Davida.
Zemřel 9. června 1989 v domově seniorů v Pomoně v Kalifornii na komplikace Alzheimerovy choroby ve věku 85 let.